# Leszek Sagan
Leszek Michał Sagan (ur. 26 stycznia 1966 w Szczecinie) – polski lekarz neurochirurg i neurotraumatolog, prof. dr hab. n. med. i n. zdr., nauczyciel akademicki Pomorskiego Uniwersytetu Medycznego w Szczecinie, kierownik Kliniki Neurochirurgii i Neurochirurgii Dziecięcej w Szczecinie, kierownik Katedry Neurochirurgii PUM w Szczecinie. Członek Komitetu Nauk Neurologicznych Polskiej Akademii Nauk.

## Życiorys
Ukończył Szkołę Podstawową nr 36 oraz Liceum Ogólnokształcące nr 6 w klasie o profilu biologiczno-chemicznym w Szczecinie. W 1991 ukończył z wyróżnieniem studia medyczne na Wydziale Lekarskim Pomorskiej Akademii Medycznej. W trakcie studiów uczestniczył w działalności Studenckiego Koła Naukowego przy Klinice Neurochirurgii, a jego praca o zaburzeniach funkcji pnia mózgu otrzymała nagrodę Studenckiego Towarzystwa Naukowego. W tym samym roku w drodze konkursu został asystentem w Klinice Neurochirurgii PAM.
W 1993 uzyskał pierwszy stopień Amerykańskiego Lekarskiego Egzaminu Licencyjnego. W 1994 otrzymał drugi stopień Amerykańskiego Lekarskiego Egzaminu i jednocześnie uzyskał specjalizację w zakresie neurochirurgii, składając w tym samym roku z wyróżnieniem egzamin specjalizacyjny pierwszego stopnia. W 1995 odbył kurs w Surrey w Anglii, dotyczący badania potencjałów wywołanych układu nerwowego, które prowadził w trakcie oraz po operacjach neurochirurgicznych. W 1996 zdał egzamin nostryfikacyjny i otrzymał amerykański Dyplom Komisji Edukacyjnej dla Zagranicznych Absolwentów Medycyny, który umożliwiał wykonywanie zawodu lekarza w USA. W 1997 obronił rozprawą doktorską i uzyskał stopień doktora nauk medycznych w Pomorskiej Akademii Medycznej w Szczecinie. W 1998 jego rozprawa doktorska nagrodzona została przez Towarzystwo Neurochirurgów Brytyjskich. W tym samym roku zdał z wyróżnieniem egzamin specjalizacyjny drugiego stopnia z neurochirurgii i neurotraumatologii. Objął także stanowisko adiunkta. W lipcu 1998 wyjechał z rodziną do USA, gdzie był stażystą m.in. w Klinice Neurochirurgii Uniwersytetu Arizony oraz w Szpitalu Dziecięcym w Phoenix, w Instytucie Neurologii w Barrow, w Klinice Neurochirurgii Tucson. W USA pod kierownictwem K.H. Manwaring, S.D. Moss oraz H.L. Rekate szkolił się z zakresu procedur operacyjnych neurochirurgii dziecięcej (neuroendoskopia, operacje ścieśnienia czaszki, operacyjnego leczenia spastyczności oraz lekoopornej padaczki).
W lipcu 2000 wrócił do Polski. Podjął pracę w Klinice Neurochirurgii PUM w Szczecinie, gdzie w drodze konkursu uzyskał stanowisko asystenta w Klinice Neurochirurgii PAM. Wprowadzał techniki operacyjne: endoskopowe stentowanie wodociągu, endoskopowo-wspomagane uwalnianie i wszczepianie komorowych drenów zastawek, operacje ścieśnienia czaszki, przeznasadowa stabilizacja złącza szczytowo-obrotowego, selektywna rizotomia rdzeniowa oraz wzmocnienie interdyscyplinarnej współpracy na polu pediatrycznym, chirurgii podstawy czaszki, genetycznym i endokrynologicznym. W 2007 został wiceprzewodniczącym oddziału Zachodniopomorskiego Polskiego Towarzystwa Neurologów Dziecięcych. W okresie 2008–2011 był członkiem Komisji Badań Środkowoeuropejskich nad Jakością Życia po Implantacji Sztucznego Dysku Szyjnego (Prestige). W 2008 zaproszony został na Uniwersytet Barcelony jako wykładowca i instruktor prowadzący kursy dotyczące metod operacyjnych (Cervical Instructional Course).
W 2009 uzyskał stopień doktora habilitowanego nauk medycznych. W tym samym roku został wybrany przewodniczącym Zachodniopomorskiego Oddziału Polskiego Towarzystwa Neurochirurgów. W 2010 został konsultantem ds. neurochirurgii przy wojewodzie zachodniopomorskim, kierując jednocześnie Kliniką Neurochirurgii i Neurochirurgii Dziecięcej SPSK Nr 1 ul. Unii Lubelskiej w Szczecinie. W 2011 zdobył tytuł lekarza roku w plebiscycie Hipokrates organizowanym przez redakcję Głosu Szczecińskiego. W tym samym roku został przewodniczącym Oddziału Północnego Polskiego Towarzystwa Chirurgii Kręgosłupa. W 2013 objął stanowisko kierownika Oddziału Klinicznego Neurochirurgii i Neurochirurgii Dziecięcej z pododdziałem neurochirurgii dorosłych szpitala „Zdroje” w Szczecinie organizując pierwsze w Polsce centrum leczenia spastyczności. W 2014 objął stanowisko profesora nadzwyczajnego na Pomorskim Uniwersytecie Medycznym w Szczecinie. W 2015 wszedł do prezydium Komitetu Nauk Neurologicznych Polskiej Akademii Nauk.
W 2016 otrzymał tytuł honorowego Obywatela Szczecina. W 2017 powołany został na stanowisko kierownika Katedry Neurochirurgii Pomorskiego Uniwersytetu Medycznego w Szczecinie. W 2018 został kierownikiem Kliniki Neurochirurgii i Neurochirurgii Dziecięcej PUM w SPSK nr 1 w Szczecinie. W tym samym roku objął funkcję kierownika ponadregionalnego Centrum Leczenia Padaczek Lekoopornych, w skład którego wchodzi pododdział Neurochirurgii Dorosłych SPS ZOZ „Zdroje” oddziału Klinicznego Neurochirurgii Dziecięcej w Szczecinie oraz ośrodek Kliniki Neurologii Rozwojowej Uniwersyteckiego Centrum Klinicznego w Gdańsku. W 2020 wszedł jako członek Komitetu Nauk Neurologicznych Polskiej Akademii Nauk kadencji 2020-2023. 28 września 2020 zgodnie z postanowieniem prezydenta RP Andrzeja Dudy nadano mu tytuł profesora nauk medycznych i nauk o zdrowiu. 7 września 2021 został ponownie konsultantem wojewódzkim w dziedzinie neurochirurgii. We wrześniu 2022 wszczepił wraz z zespołem specjalistów ze szpitala „Zdroje”, u nastolatka chorującego na padaczkę lekooporną, elektrody stereo-EEG do mózgu przy pomocy robota, była to pierwsza taka operacja w Polsce.

## Odznaczenia, wyróżnienia[3][16]
- Złoty Medal Za Zasługi dla Obronności Kraju
- Medal Komisji Edukacji Narodowej
- odznaka „Zasłużony Lekarz”
- nagroda środowiska dziennikarskiego za 2015 w konkursie „Dziennikarz Roku”[a]
- tytuł Honorowego Obywatela Szczecina
- tytuł „Lekarz Roku” w plebiscycie Hipokrates Głosu Szczecińskiego
- Odznaka honorowa „Za zasługi dla ochrony zdrowia”
- Srebrna Odznaka Honorowa Gryfa Zachodniopomorskiego[18]
- Medal 70-lecia PUM
- Srebrny Krzyż Zasługi (2022)[19]

## Dorobek naukowy

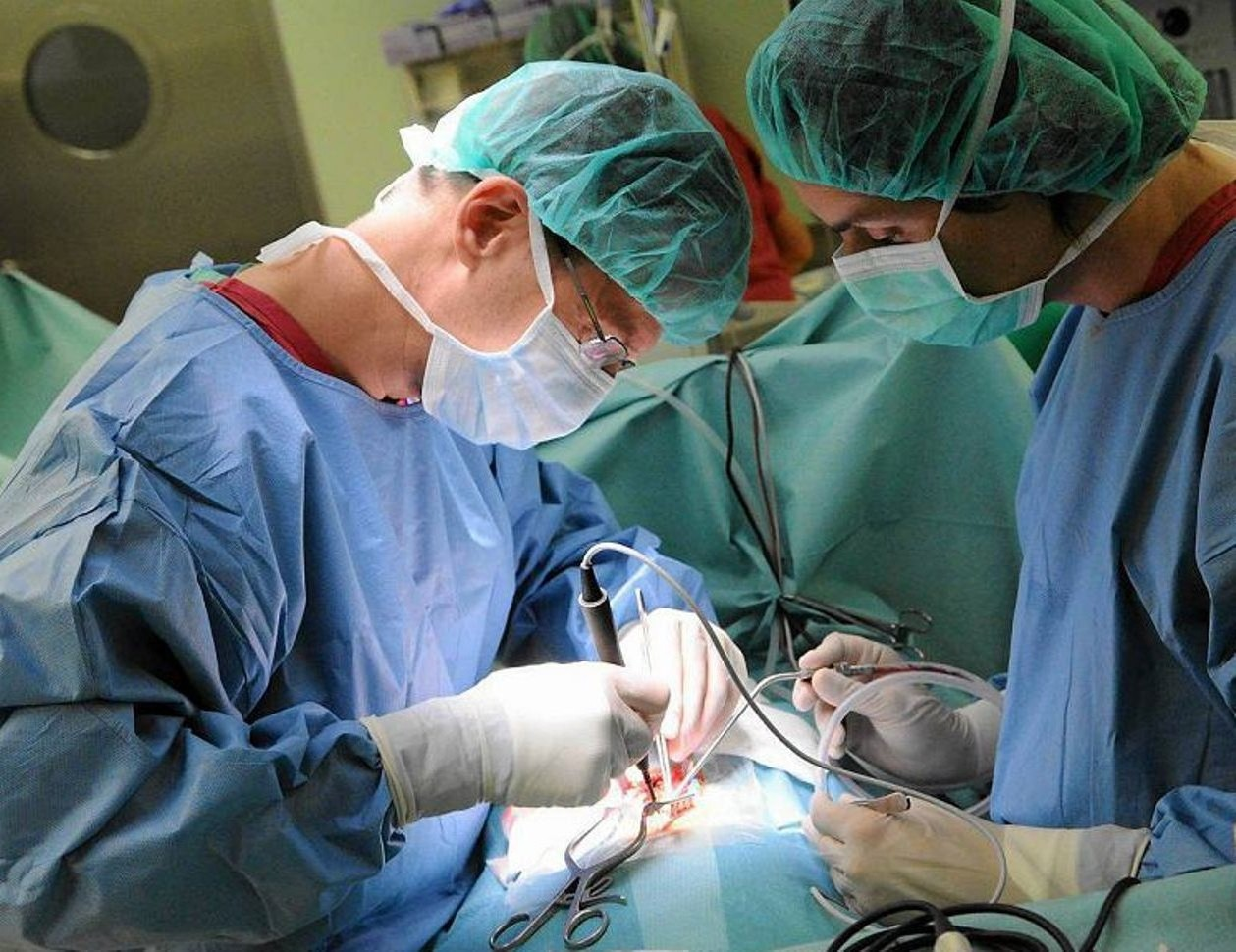
Leszek Sagan podczas operacji (L)

Jego kariera naukowa obejmuje autorstwo lub współautorstwo 72 prac krajowych i zagranicznych (na 2010). Członek rad naukowych czasopism, między innymi: „The Journal of Spine Surgery”, „Ogólnopolski System Ochrony Zdrowia”, „Opieka Okołooperacyjna”. Jest recenzentem w czasopiśmie europejskim neurochirurgii dziecięcej „Childs Nervous System”. Na PUM prowadzi zajęcia ze studentami w zakresie neurochirurgii oraz propedeutyki chirurgii. Był promotorem dwóch przewodów doktorskich zakończonych uzyskaniem stopnia naukowego w roku 2012 i 2013. Promotor czterech przewodów doktorskich i trzech będących w toku. Był recenzentem 15 prac doktorskich i dwóch postępowań habilitacyjnych. Od 20 lat jest opiekunem Studenckiego Koła Naukowego przy Klinice Neurochirurgii.

## Wybrane publikacje
- Praca w trakcie studiów „Zaburzenia funkcji pnia mózgu” (1991)
- Rozprawa doktorska „Znaczenie badania korowych potencjałów wywołanych P300 w ocenie późnych strukturalnych i czynnościowych następstw urazów mózgu w obrębie przedniego dołu czaszki” (1997)
- Praca habilitacyjna „Wartość wspomagania endoskopowego w leczeniu i ocenie wodogłowia w przypadkach wtórnej niedostateczności funkcji układu zastawkowego” (2009)

## Życie prywatne
Matka była lekarzem, ojciec – biologiem. Żona Aneta jest stomatologiem. Z szóstki dzieci dwaj najstarsi synowie ukończyli studia medyczne.